# Богатырёв, Александр Владимирович
Александр Владимирович Богатырёв (23 августа 1948) — российский режиссёр-документалист, сценарист, кинокритик, писатель, публицист.

## Биография
Родился в  Сочи в семье служащих. С 1959—1966 годы учился в Ленинградском суворовском военном училище.
В 1971 году закончил филологической факультет Ленинградского университета.

Преподавал английский язык. Занимался литературным переводом. Переводил (по подстрочникам) таджикских писателей и поэтов. Эти переводы выходили в журналах «Дружба народов», «Памир», «Ирфон» и отдельными сборниками.

Писать сценарии, пьесы, рассказы А. В. Богатырёв начал ещё в студенческие годы. Его произведения печатались в журналах: «Москва», «Звезда», «Литературная учёба», «Родина», «Турист». 2007—2009 годы был главным редактором журнала «Парфенон».

С 1982 года работал по договорам на (тогда ленинградских) киностудиях. Сначала сценаристом, а в 1992 году состоялся дебют в качестве режиссёра — снял фильм «Отрок военный» (по собственному сценарию).
Александр Богатырёв  много путешествовал по Греции, Италии, Испании, Португалии, Франции, Англии, Германии, Австрии, Америке, Иордании и другим странам. Он часто бывал в Грузии, Таджикистане, Узбекистане, Армении и других бывших республиках СССР. Результатом этих поездок стали многие статьи и рассказы.

Александр Богатырёв автор и режиссёр тридцати документальных фильмов: «Преображение», «Мир горний», «Рубеж», «Крым православный», «Патмос», «В долготу дней» и других.

Автор сценария художественного фильма «Всадник», 1988, «Мосфильм» при участии «Ленфильма», реж. Андрей Дружков.

Участник, а с 1998 г. постоянный член жюри кинофестиваля Радонеж (Москва).

Член жюри кинофестивалей «Вечевой колокол» (Краснодар), «Семья России» (Кострома), «Князь Владимир» (Севастополь).

Постоянный автор интернет-сайтов «Православие.ру» и «Радонеж». www. radonezh.ru, www. pravoslavie.ru

Статьи и рассказы православной тематики опубликованы в различных сборниках («Двери, двери» (Туапсе), «Рассказы» (Санкт-Петербург), «Ведро незабудок» (Москва), «Из грек в варяги» (Москва), «Чудо — дело тихое» (Москва)).

## Фильмография
- 1983 — «День в Самарканде», Леннаучфильм — сценарист.
- 1984 — «Кола», Леннаучфильм — сценарист.
- 1985 — «Железное счастье», Леннаучфильм — сценарист.
- 1987 — «Преображение», Леннаучфильм — сценарист.
- 1988 — «Сибирь. Поиски истины», Ленинградская студия документальных фильмов — сценарист.
- Фильм первый «Судьбы»
- Фильм второй «На перепутье»
- Фильм третий «В пути»
- 1990 — «Мир горний» — режиссёр и сценарист.
- 1992 — «Частный визит» -режиссёр и сценарист, телеканал «Россия».
- 1993 — «Отрок военный», Ленинградская студия документальных фильмов — режиссёр и сценарист[1].
- 1993 — «Земля неизвестная» — режиссёр и сценарист.
- 1994 — «Ветер осенний» — режиссёр и сценарист.
- 1995 — «И была у них свадьба» — режиссёр и сценарист, Первый телеканал и студия «Рюрик».
- 1996 — «О России с любовью» — режиссёр и сценарист.
- 1997 — «Дом» — режиссёр и сценарист, «НТВ — Интернешнл».
- 1997 — «Мой дом — театр» — режиссёр и сценарист, «НТВ — Интернешнл».
- 2000 — «Рубеж» — режиссёр и сценарист.
- 2006 — «Крым православный» — режиссёр и сценарист.
- 2010 — «Патмос» — режиссёр[2]
- 2010 — «Под крылом архангела» — режиссёр и сценарист.
- 2018 — «В поисках сокровенной Испании» — режиссёр и сценарист.
- 2020  — «Антиминс под солнцем» — сценарист и режиссер в соавторстве с Ларисой Смирновой.
- 2021 — «Там, где нас любят» — сценарист и режиссер в соавторстве с Ларисой Смирновой.
- 2022— «Ксения» — режиссёр и сценарист.

## Книги автора
- Богатырёв А. В. Рассказы. — С-П. : «Общество памяти игумении Таисии», 2012. — С. 200.[3]
- Богатырёв А. В. Ведро незабудок и другие рассказы. : Сретенский монастырь, 2013. — С. 480.[4]
- Богатырёв А. В. Из грек в варяги. : Сретенский монастырь, 2015. — С. 288.[5]
- Богатырёв А. В. Чудо — дело тихое. : Сретенский монастырь, 2016. — С. 176.[6]
- Богатырёв А. В. У Бога и полынь сладка. : Московское подворье Свято-Троицкой Сергиевой Лавры, 2019. — С. 288.[7]

## Общественные награды
- 2004 г. лучший журналист конкурса «Золотое перо православной журналистики».
- 2014 г. номинант Патриаршей литературной премии.
- 2016 г. Лауреат премии Святого Благоверного Великого Князя Александра Невского.
- Кавалер орденов: Преподобного Сергия Радонежского (3 степени), Святой Анны (3 степени).
- 2018 г. вручён орден Святителя Макария, митрополита Московского (3 степени)